# (2362) Mark Twain

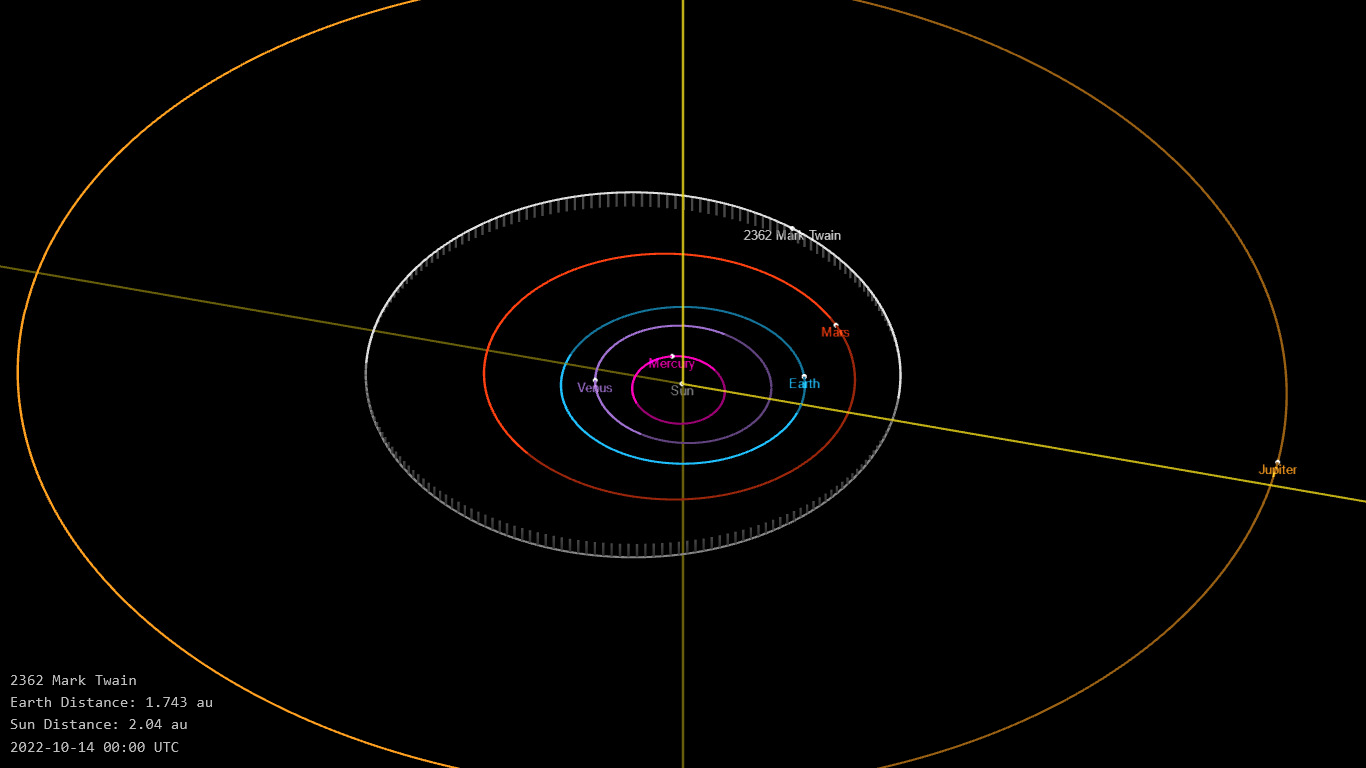
Image satélitte de Mark Twain avec l'ajout de sa trajectoire l'orbite

(2362) Mark Twain est un astéroïde de la ceinture principale.

## Description
(2362) Mark Twain est un astéroïde de la ceinture principale. Il fut découvert par Nikolaï Tchernykh le 24 septembre 1976 à Nauchnyj. Il présente une orbite caractérisée par un demi-grand axe de 2,1951 UA, une excentricité de 0,1936 et une inclinaison de 3,9536° par rapport à l'écliptique.
Il fut nommé en hommage à l'écrivain américain, Mark Twain, de son vrai nom Samuel Langhorne Clemens, né le 30 novembre 1835 à Florida dans le Missouri.

## Compléments